# Mitchell Weiser
Mitchell-Elijah Weiser (* 21. April 1994 in Troisdorf) ist ein deutscher Fußballspieler, der auch die algerische Staatsbürgerschaft besitzt. Er steht seit 2022 beim Bundesligisten Werder Bremen unter Vertrag.

## Leben
Weiser wurde als Sohn des Fußballspielers Patrick Weiser und seiner Frau Sonja, deren Vater aus Algerien stammt, im nordrhein-westfälischen Troisdorf geboren, als sein Vater beim 1. FC Köln unter Vertrag stand. In der zweiten Hälfte der 1990er Jahre lebte er in Frankreich, wo sein Vater für Stade Rennes spielte. Kurz vor der Jahrtausendwende kehrte die Familie nach Deutschland zurück, als der Vater im Jahr 1999 beim VfL Wolfsburg unterschrieb.

## Vereinskarriere

### Beginn und Bundesligadebüt beim 1. FC Köln
Im Jahr 2000 kam der seinerzeit sechsjährige Weiser in Braunschweig zum TVE Veltenhof. Im August 2005 kehrte der Vater zum 1. FC Köln zurück und Weiser, elfjährig, nahm an einem Probetraining beim 1. FC Köln teil, für dessen D-Jugend er dann spielte. In der C-Jugend wurde Weiser als Stürmer eingesetzt. Als jüngerer Jahrgang kam er dann in die B-Jugend, die in der U-17-Bundesliga spielte, und wurde als Außenstürmer eingesetzt. In der Spielzeit 2010/11 wurde Weiser als älterer Jahrgang weiterhin auf den Außenpositionen eingesetzt. In der West-Staffel platzierte man sich als Erster vor Borussia Dortmund; im bundesweiten Halbfinale setzte sich die Kölner U-17 gegen die der TSG 1899 Hoffenheim durch und im Endspiel wurde der SV Werder mit 3:2 besiegt. In der Folgespielzeit rückte er in die A-Jugend auf. Der Erfolg der Mannschaft im Ligafußball blieb aus, dennoch trainierte er ab Winter in der Profimannschaft.
Ab Februar 2012 stand Weiser in der Startelf der zweiten Mannschaft und gab  bei der 0:2-Heimniederlage gegen Bayer 04 Leverkusen sein Bundesligadebüt, als er in der 74. Spielminute für Mato Jajalo eingewechselt wurde.

### Über München nach Kaiserslautern
Zur Saison 2012/13 wechselte Weiser zum deutschen Rekordmeister FC Bayern München, bei dem er einen bis 30. Juni 2015 gültigen Lizenzspielervertrag unterschrieb. Sein Ligadebüt gab er für die zweite Mannschaft am 22. August 2012 (9. Spieltag) beim 1:0-Sieg im Heimspiel gegen den 1. FC Nürnberg II. Sein erstes Pflichtspiel für die Profimannschaft absolvierte er am 31. Oktober 2012 beim 4:0-Sieg im Heimspiel gegen den 1. FC Kaiserslautern in der 2. Hauptrunde des DFB-Pokals mit Einwechslung für Rafinha in der 79. Minute.
Um Weiser Spielpraxis zu geben, einigten sich der FC Bayern München und der Zweitligist 1. FC Kaiserslautern Anfang Januar 2013 auf ein bis zum Ende der Saison 2012/13 gültiges Leihgeschäft. Er debütierte am 20. Spieltag beim 1:0-Auswärtssieg gegen den TSV 1860 München in der Startaufstellung. In der 86. Minute wurde er für Florian Riedel ausgewechselt. Für den 1. FCK kam er auf 13 Zweitligaeinsätze, in denen er zwei Tore erzielte. Mit seinem Team belegte er den dritten Tabellenplatz. In der Relegation musste man sich allerdings der TSG 1899 Hoffenheim geschlagen geben.

### Rückkehr nach München
Zur Saison 2013/14 kehrte Weiser zum FC Bayern München zurück. Sein Vertrag war bis zum Saisonende 2014/15 gültig. Unter dem neuen Trainer Pep Guardiola kam er nur auf drei Ligaeinsätze und spielte wieder hauptsächlich in der zweiten Mannschaft. Mit seinem Team wurde er deutscher Meister und DFB-Pokal-Sieger. In der Saison 2014/15 machte er, nachdem er in der Hinrunde nicht bei den Profis eingesetzt worden war, in der Rückrunde mit guten Leistungen auf sich aufmerksam. Am 22. Spieltag (21. Februar 2015) erzielte er beim 6:0-Auswärtssieg beim SC Paderborn 07 sein erstes Bundesligator.

### Wechsel zu Hertha BSC
Im Juni 2015 wechselte Weiser ablösefrei zu Hertha BSC und erhielt dort einen bis 30. Juni 2018 gültigen Vertrag. Sein Bundesliga-Debüt für den Verein gab er am 21. August 2015 (2. Spieltag) beim 1:1 im Heimspiel gegen Werder Bremen mit Einwechslung für Jens Hegeler in der 75. Minute. Sein erstes Tor im Trikot der Hertha erzielte er beim 1:0-Auswärtssieg am 10. Spieltag am 24. Oktober 2015 im Spiel gegen den FC Ingolstadt 04, als er in der 11. Spielminute das Siegtor schoss.

### In Leverkusen und Bremen
Zur Saison 2018/19 wechselte Weiser innerhalb der Bundesliga zu Bayer 04 Leverkusen. Im Mai 2018 unterschrieb er einen bis 2023 laufenden Vertrag.
Am letzten Tag der Sommertransferperiode 2021 wechselte er bis zum Ende der Saison 2021/22 auf Leihbasis in die 2. Bundesliga zum Absteiger Werder Bremen. Beim 3:0-Auswärtssieg gegen den FC Ingolstadt 04 erzielte er in seinem ersten Einsatz mit einem Treffer zum zwischenzeitlichen 2:0 gleich sein erstes Tor im Werder-Trikot. Am Ende der Saison wurden die Bremer Tabellenzweiter und kehren nach einem Jahr in die Bundesliga zurück.
Nach seiner Rückkehr zu Bayer 04 verlor Weiser seine bisherige Rückennummer 23 an den Neuzugang Adam Hložek. Eine kurzzeitige Führung Weisers im Anfang Juli 2022 aktualisierten Mannschaftskader mit einer für Rückennummern nicht zugelassenen Zahl führte zu Berichterstattungen in unterschiedlichen Medien. Simon Rolfes, Geschäftsführer Sport des Vereins, erklärte, dass Weiser keine sportliche Perspektive bei Bayer 04 habe. Er nahm weiterhin am Mannschaftstraining teil. Noch vor dem Start der Saison 2022/23 wechselte er dann endgültig nach Bremen. Er erzielte in der Saison 2022/23 zwei Tore und gab zehn Vorlagen.

## Nationalmannschaft
Im Jahr 2010 bestritt Weiser sein erstes Länderspiel, das er für die U-16-Nationalmannschaft, beim 6:0-Sieg auf Zypern absolvierte. Er erzielte bei seinem ersten Einsatz für die U-17-Nationalmannschaft beim 2:0-Sieg über die aserbaidschanische Auswahl sein erstes Länderspieltor. Mit den U-17-Junioren nahm er vom 3. bis 15. Mai 2011 an der U-17-Europameisterschaft in Serbien teil. Als Gruppenzweiter und dem 2:0-Sieg im Halbfinale über die Auswahl Dänemarks kam er mit der Mannschaft ins Finale, das gegen die Auswahl der Niederlande mit 2:5 verloren wurde. Weiser wurde vom Technischen Team der UEFA in die Mannschaft des Turniers gewählt. Wenige Wochen später gehörte er auch dem deutschen Aufgebot an, das bei der U-17-Weltmeisterschaft in Mexiko unter Trainer Steffen Freund den dritten Platz erreichte. Dabei gehörte Weiser nach Meinung der Technischen Studien-Gruppe der FIFA als „wendiger und antrittsstarker rechter Mittelfeldspieler mit gutem Passspiel und guter Technik“ zu den herausragenden Akteuren seines Teams und trug mit drei Toren in sechs Einsätzen zum Turnierergebnis bei.
Im Februar 2012 debütierte er in Osnabrück in der U-18-Auswahl, als er beim 1:0-Sieg über die Auswahl der Niederlande in der 80. Minute für Marcel Deelen eingewechselt wurde. Für die U-20-Nationalmannschaft wurde er erstmals am 6. September 2013 im Rahmen einer „Internationalen Spielrunde“ (mit Italien, Polen und der Schweiz) eingesetzt. Beim 2:0-Sieg gegen die Auswahl Polens in Pfullendorf spielte er 65 Minuten lang, bevor er Janik Haberer, einem weiteren Debütanten, weichen musste.
Durch konstant Leistungen bei Hertha BSC wurde er von Horst Hrubesch am 6. November 2015 erstmals in den Kader der U-21-Nationalmannschaft für Spiele gegen die Auswahlen Aserbaidschans und Österreichs berufen. Sein Länderspieldebüt für die U-21-Nationalmannschaft gab er am 13. November 2015 in Regensburg im Qualifikationsspiel für die Europameisterschaft 2017 in Polen beim 3:1-Sieg gegen die aserbaidschanische Auswahl. Mit der U21-Nationalmannschaft wurde Mitchell Weiser im Juni 2017 in Polen Europameister; im Finale gegen Spanien erzielte er den 1:0-Siegtreffer.
Aufgrund seiner familiären Verbindung zu Algerien mütterlicherseits, ihr Vater war Algerier, wäre Weiser für die algerische Nationalmannschaft spielberechtigt, da er kein A-Pflichtländerspiel für Deutschland bestritten hat. Im März 2023 bekräftigte Weiser seine Absicht, künftig für die Nationalmannschaft Algeriens spielen zu wollen. 2024 meldete er seinen Wechsel zum algerischen Fußballverband Fédération Algérienne de Football bei der FIFA an. Für die Länderspiele im November 2024 wurde er jedoch nicht nominiert.

## Erfolge

### Verein
International
- Klub-Weltmeister: 2013 (FC Bayern München)

National
- Deutscher Meister: 2014, 2015 (beide FC Bayern München)
- Deutscher Pokalsieger: 2014 (FC Bayern München)
- Deutscher Supercupsieger: 2012 (FC Bayern München)
- Aufstieg in die Bundesliga: 2022 (Werder Bremen)
- Deutscher B-Junioren-Meister: 2011 (1. FC Köln)
- Meister der B-Junioren-Bundesliga West: 2011 (1. FC Köln)

### Nationalmannschaft
- U21-Europameister: 2017